# Indische Badmintonmeisterschaft 1936/37
Die Indische Badmintonmeisterschaft der Saison 1936/37 fand in Kalkutta statt. Es war die dritte Austragung der nationalen Titelkämpfe im Badminton in Indien. 	

## Titelträger
| Disziplin    | Sieger                 |
| ------------ | ---------------------- |
| Herreneinzel | George Lewis           |
| Dameneinzel  | Pearl Goss             |
| Herrendoppel | Harmarain Hadait       |
| Damendoppel  | Pearl Goss D. Shandley |
| Mixed        | N. Knight I. Brydges   |